# Heterometrus latimanus
Heterometrus latimanus ist ein in Pakistan und möglicherweise in Indien verbreiteter Skorpion der Familie Scorpionidae.

## Beschreibung
Heterometrus latimanus ist ein 80 bis 90 Millimeter langer Skorpion mit rötlich-brauner Grundfarbe der adulten Tiere. Die Pedipalpen sind rötlich und die Beine blassgelb. Die Chelae sind lappenförmig und konvex, mit einem Verhältnis von Länge zu Breite von 1,6 bis 1,7 zu 1 bei adulten Weibchen. Die Oberseiten der Chelae sind mit rundlichen Granulen bedeckt, die keine Kiele bilden. Der Carapax hat in der Mitte eine glatte und glänzende Oberfläche, am hinteren Rand befinden sich immer und an den anderen Rändern gelegentlich Granulen. Die Kämme des Kammorgans haben bei männlichen Skorpionen 16 bis 21 und bei weiblichen 12 bis 16 Zähne. Das Telson hat eine Giftblase, die kürzer als oder gleich lang wie der Giftstachel ist.
Heterometrus latimanus ähnelt in seiner Morphologie der Art Heterometrus wroughtoni. Heterometrus latimanus ist jedoch kleiner und von blasserer Farbe. Beide Arten unterscheiden sich deutlich in der Form der Chelae.

## Verbreitung und Lebensraum
Als Terra typica von Heterometrus latimanus wurde in der Erstbeschreibung nur India angegeben. Seinerzeit gehörte das Gebiet des heutigen Pakistan zu Britisch-Indien.
1999 wurde berichtet, dass in der Sammlung des Pakistan Museum of Natural History in Islamabad ein juveniler Skorpion aus Pakistan vorgefunden worden sei, der zunächst als Heterometrus wroughtoni identifiziert wurde. Da das Verbreitungsgebiet von Heterometrus wroughtoni in Südindien liegt, wurde die Herkunft des Skorpions aus Pakistan angezweifelt. Bei einer Untersuchung der Skorpionfauna der nordpakistanischen Provinz Khyber Pakhtunkhwa wurden im Jahr 2012 an verschiedenen Orten Skorpione gefunden, die als Heterometrus latimanus identifiziert werden konnten.
Das bisher bekannte Verbreitungsgebiet von Heterometrus latimanus in Pakistan ist von dem der übrigen Arten der Gattung Heterometrus durch die Thar getrennt. Ob sich das Verbreitungsgebiet bis nach Indien erstreckt ist gegenwärtig nicht bekannt. Da aus der Gattung Heterometrus nur in Lehmboden grabende Arten und keine Wüstenbewohner bekannt sind, wird die Thar als natürliches Verbreitungshindernis angesehen.
Heterometrus latimanus wurde in hügeligen, steinigen und bewaldeten Landschaften auf Höhen von 300 bis über 1.000 Metern über dem Meeresspiegel unter Steinen vorgefunden.

## Gefährdung
Heterometrus latimanus wird in Pakistan gesammelt, getrocknet und in der traditionellen Medizin verwendet. Es ist nicht bekannt, in welchem Ausmaß der Bestand von Heterometrus latimanus dadurch beeinträchtigt wird. Von anderen Arten der Gattung ist jedoch bekannt, dass sie sich nur langsam reproduzieren, mit einer Brutpflege über zwölf Monate, einer Brut von nur 30 bis 35 Jungtieren, und einer Dauer von vier bis sieben Jahren bis zur Geschlechtsreife. Das vermutlich eng begrenzte Verbreitungsgebiet bietet weiteren Anlass zu der Sorge, die Art könnte durch Eingriffe in ihre Habitate durch Landwirtschaft, Entwaldung, Bergbau und Verstädterung gefährdet sein.

## Systematik

### Erstbeschreibung
Die Erstbeschreibung erfolgte durch Reginald Innes Pocock im Jahr 1894 nach nur einem einzigen weiblichen Exemplar. Als im Jahr 2012 weitere Exemplare in Pakistan entdeckt wurden, veröffentlichten die Arachnologen H. Muhammad Tahir und Lorenzo Prendini eine detaillierte Neubeschreibung.

### Typmaterial
Pocock stützte seine Erstbeschreibung auf das Trockenpräparat eines einzigen weiblichen Exemplars. Das Typexemplar befindet sich in der Sammlung des Natural History Museum in London. Das ursprüngliche Trockenpräparat ist mittlerweile in Alkohol konserviert, es ist in einzelne Teile zerfallen und das Telson fehlt.

### Etymologie
Pocock machte über die Wortherkunft des Artnamens keine Angaben. Er ist von den lateinischen Wörtern latus (deutsch: breit) und manus (deutsch: Hand) abgeleitet und bezieht sich auf die Form der Chelae.

### Synonyme (chronologisch)
- Scorpio latimanus Pocock, 1894: der Name wurde von Pocock in seiner Erstbeschreibung vergeben.[4]
- Palamnaeus latimanus Pocock, 1900: wenige Jahre nach der Erstbeschreibung stellte Pocock die Art in seinem Arachnidenband der Fauna of British India, including Ceylon and Burma in die Gattung Palamnaeus, ohne das näher zu erläutern. Die Gattung Palamnaeus war jedoch bereits 1879 von Ferdinand Karsch zum Synonym von Heterometrus erklärt worden. Spätere Autoren nannten die Art korrekt Heterometrus latimanus.[12][13]
- Heterometrus (Srilankametrus) indus Couzijn, 1981 (teilweise): H. W. C. Couzijn synonymisierte 1981 Heterometrus latimanus mit Heterometrus indus. Darüber hinaus beschrieb er die Untergattung Srilankametrus, in die er auch Heterometrus indus stellte.[14]
- Heterometrus (Srilankametrus) latimanus Tikader & Bastawade, 1983: die indischen Arachnologen B. K. Tikader und D. B. Bastawade akzeptierten Couzijns Synonym nicht und verliehen Heterometrus latimanus in ihrer 1983 erschienenen Monografie über die Skorpione Indiens wieder den Artstatus. Dabei behielten sie die von Couzijn beschriebenen Untergattungen bei. Die Untergattung Srilankametrus und alle anderen von Couzijn beschriebenen Untergattungen von Heterometrus wurden 2004 von František Kovařík in seiner Revision der Gattung Heterometrus aufgehoben.[15][16]